# Kepler-60d
Kepler-60d es uno de los tres planetas extrasolares que orbitan la estrella Kepler-60. Fue descubierto por el método de tránsito astronómico en el año 2012. 